# Чемпионат мира по самбо 1975

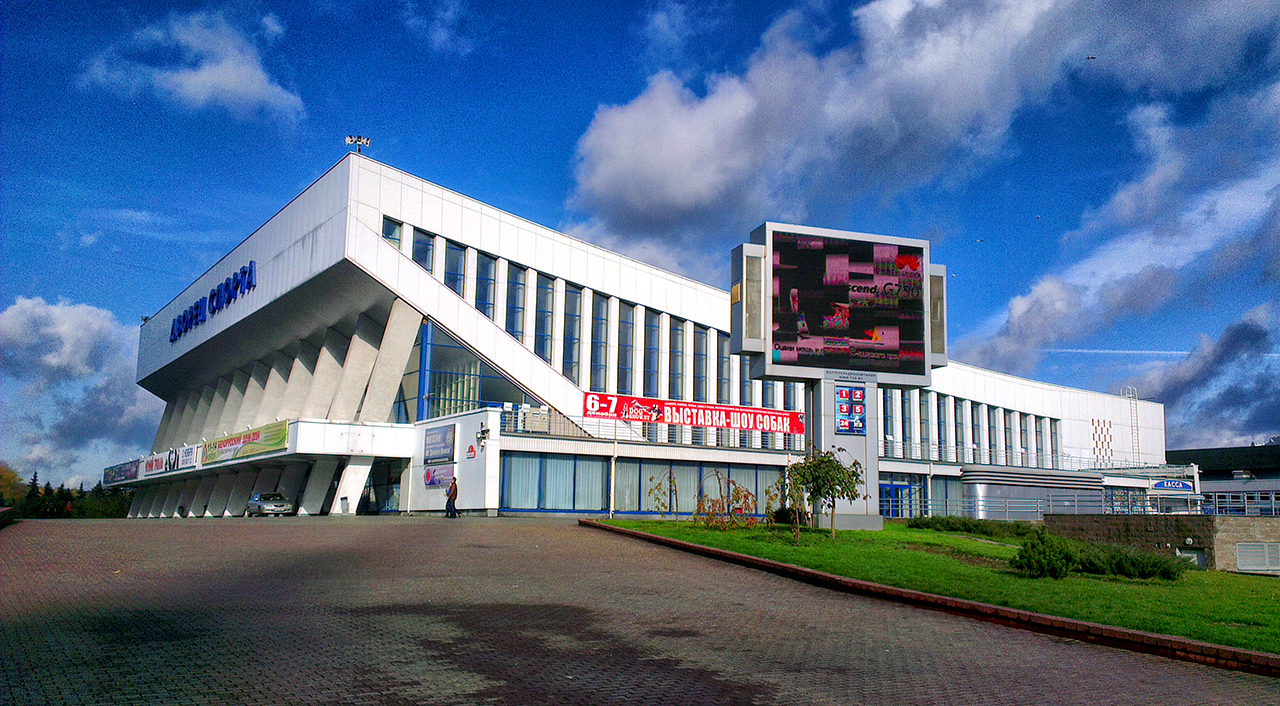
Минский дворец спорта, в котором проходили соревнования.

Чемпионат мира по самбо 1975 года прошёл под эгидой ФИЛА в Минском Дворце спорта (Белорусская ССР) 19 — 21 сентября в рамках Чемпионата мира по борьбе, наряду с соревнованиями по вольной и классической борьбе. Соревнования среди команд и закрытие соревнований прошли 21 сентября. В соревнованиях участвовали сборные команды Великобритании, Испании, МНР, НРБ, СССР, США, Турции, Японии и др. Контроль за ходом соревнований от руководящей организации осуществляли Президент комиссии самбо ФИЛА Герберт Джейкоб (Великобритания) и вице-президент ФИЛА Сароар Сарджит Сингх (Индия).

## Медалисты

### В индивидуальном зачёте
| Весовая категория                 | Золото                       | Серебро                   | Бронза                    |
| --------------------------------- | ---------------------------- | ------------------------- | ------------------------- |
| Наилегчайший вес (до 48 кг)       | Сайфутдин Ходиев · СССР      | Шар Моононху (МНР) · МНР  | Георгий Стойчев · НРБ     |
| Легчайший вес (до 52 кг)          | Мунхийн Пунцаг · МНР         | Иосиф Магалашвили · СССР  | Александр Андонов · НРБ   |
| Полулёгкий вес (до 57 кг)         | Владимир Кюллёнен · СССР     | Юнджмагийн Дорж · МНР     | Стойко Малов · НРБ        |
| Лёгкий вес (до 62 кг)             | Михаил Юнак · СССР           | Парван Парванов · НРБ     | Такаси Таноэ · Япония     |
| Первый полусредний вес (до 68 кг) | Арамбий Хапай · СССР         | Стоил Велинов · НРБ       | Лоренцо Сантана · Испания |
| Второй полусредний вес (до 74 кг) | Сабир Курбанов · СССР        | Гандолгорын Батсух · МНР  | Пеньо Пенев · НРБ         |
| Первый средний вес (до 82 кг)     | Чесловас Езерскас · СССР     | Эсуко Мацунага · Япония   | Христо Христов · НРБ      |
| Второй средний вес (до 90 кг)     | Морис Аллан · Великобритания | Валерий Кардаполов · СССР | Ваклин Гушков · НРБ       |
| Полутяжёлый вес (до 100 кг)       | Саидмумин Рахимов · СССР     | Хорлоогийн Баянмунх · МНР | Расс Уайнер · США         |
| Тяжёлый вес (свыше 100 кг)        | Виталий Кузнецов · СССР      | Никола Динев · НРБ        | Гусемин Жалаа · МНР       |

### Среди команд
| Командное первенство | Золото | Серебро | Бронза |
| -------------------- | ------ | ------- | ------ |
| Команда              | СССР   | НРБ     | МНР    |

## Медальный зачёт

### Индивидуальный зачёт
| Место | Страна         | Золото | Серебро | Бронза | Всего |
| ----- | -------------- | ------ | ------- | ------ | ----- |
| 1     | СССР           | 8      | 2       | 0      | 10    |
| 2     | Монголия       | 1      | 4       | 1      | 6     |
| 3     | Болгария       | 0      | 3       | 6      | 9     |
| 4     | Великобритания | 1      | 0       | 0      | 1     |
| 5     | Япония         | 0      | 1       | 1      | 2     |
| 6     | США            | 0      | 0       | 1      | 1     |
| 7     | Испания        | 0      | 0       | 1      | 1     |
| Всего | Всего          | 10     | 10      | 10     | 30    |

### Командный зачёт
| Место | Страна         | Очки |
| ----- | -------------- | ---- |
| 1     | СССР           | 58   |
| 2     | НРБ            | 41   |
| 3     | МНР            | 38   |
| 4     | Япония         | 24   |
| 5     | Испания        | 18   |
| 6     | Великобритания | 10   |
| 7     | США            | 9    |

## Конгресс ФИЛА
Как сообщило агентство Франс-Пресс, 16 сентября, в ходе проведения чемпионата по борьбе, там же в Минске состоялось заседание Конгресса ФИЛА, которое постановило чемпионат мира по самбо 1977 года провести в Испании (на Канарских островах), отдельно от чемпионата по борьбе.